# A Love That Will Never Grow Old
«A Love That Will Never Grow Old» — песня из американского художественного фильма «Горбатая гора» (2005), повествующего о любви двух ковбоев. Написана специально для картины британским поэтом-песенником Берни Топином и аргентинским композитором Густаво Сантаолалья, а исполнена американской певицей Эммилу Харрис.
Фоном прозвучав в одной из сцен «Горбатой горы», произведение затем вошло в альбом с музыкой из этой ленты — Brokeback Mountain: Original Motion Picture Soundtrack (2005). Композиция также завоевала несколько наград как лучшая оригинальная песня для кинофильма, в том числе премии «Спутник» (2005) и «Золотой глобус» (2006).

## История
Баллада «A Love That Will Never Grow Old» была написана для киноленты «Горбатая гора» (2005) поэтом Берни Топином и композитором Густаво Сантаолалья и являлась одной из пяти песен, сочинённых специально для этой картины. Исполнила композицию певица Эммилу Харрис, которая рассказывала, что получив весной 2005 года демозапись произведения, моментально его полюбила и согласилась записать. В фильме трек прозвучал едва слышным фоном по радио в машине Джека Твиста — в сцене, когда тот в слезах уезжал от своего возлюбленного Энниса Дель Мара, направляясь в Мексику. Песня не была «хитовой» по стандартам музыкальной индустрии своего времени, не издавалась в качестве сингла и почти не ротировалась на радио. Появившись в «Горбатой горе», «A Love That Will Never Grow Old» впоследствии вошла в альбом с музыкой из этой ленты — Brokeback Mountain: Original Motion Picture Soundtrack (2005).
В 2005 году композиция рассматривалась Американской киноакадемией как потенциальный номинант на премию «Оскар» в категории «Лучшая оригинальная песня для кинофильма», но не прошла по техническим критериям — отчётливости и продолжительности звучания на экране. Тем не менее, в том же году она победила в аналогичной номинации премии «Спутник». В 2006-м произведение снова чествовалось как лучшая песня для кинофильма, но уже в рамках «Золотого глобуса», обойдя композицию «Travelin’ Thru» из ленты «Трансамерика», спетую другой кантри-певицей и партнёршей Харрис по проекту Trio — Долли Партон. Награждение авторов песни состоялось в День Мартина Лютера Кинга, в связи с чем Топин посвятил свою победу данному лидеру движения за гражданские права. При этом полученный в тот вечер «Золотой глобус» стал для поэта первым в карьере. Позднее лейбл Verve Forecast, издававший музыку из «Горбатой горы», для повышения продаж дисков с саундтреком начал наклеивать на них стикеры, сообщавшие о том, что «A Love That Will Never Grow Old» является лауреатом «Золотого глобуса».

## Оценки и трактовки
Рецензируя альбом Brokeback Mountain: Original Motion Picture Soundtrack (2005), обозреватель портала AllMusic Том Юрек оценил пение Харрис в «A Love That Will Never Grow Old» как простое, сдержанное и трогающее до глубины души. Редакторы журнала People, рассматривая тот же диск, охарактеризовал композицию как печально-красивую и глубоко западающую в память, назвав её кульминацией всего лонгплея. Описывая песню в своей подборке треков о любви, приуроченной ко Дню святого Валентина, сотрудники то же издания констатировали, что за три с половиной славных минуты эта композиция заставляет поверить, что любовь на самом деле может быть вечной. Кинокритик ежегодника Film Review Джеймс Кэмерон-Уилсон перечислил песню среди наиболее примечательных номеров в альбоме. Наконец портал Holler включил «A Love That Will Never Grow Old» в собственный плейлист из 100 лучших кантри-песен из кинофильмов.
Как отмечает в своём эссе о роли популярной музыки в саундтреке «Горбатой горы» медиавед Ноа Тсика, подобно некоторым другим песням из этой ленты, «A Love That Will Never Grow Old» можно ассоциировать с образом одного из двух основных персонажей (ковбоев, связанных гомосексуальными отношениями). И в этом свете композиция скорее отражает подход Джека Твиста и его юношеский оптимизм, нежели взгляд на ситуацию более опасливого и молчаливого Энниса Дель Мара. Тем не менее произведение говорит не столько словами кого-либо из этой пары, сколько наблюдателя, спокойно живущего в начале «просвещённого» XXI века. Передавая оптимизм Твиста, «A Love That Will Never Grow Old» одновременно даёт твёрдый и решительный отпор социальным предрассудкам, чего в самом фильме не делают ни Твист, ни Дель Мар. Таким образом, согласно Тсике, по своему смыслу композиция в значительной мере служит дополнением, «корректирующим» безнадёжное положение главных героев. Одновременно она привносит в историю само понятие «любовь», которое в картине не употребляется для описания их отношений.

## Награды и номинации
| Год  | Награда                      | Категория                                  | Итог      | Прим.  |
| ---- | ---------------------------- | ------------------------------------------ | --------- | ------ |
| 2005 | Gold Derby Film Awards       | «Лучшая оригинальная песня для кинофильма» | Номинация | [ 16 ] |
| 2005 | Премия «Спутник»             | «Лучшая оригинальная песня для кинофильма» | Победа    | [ 6 ]  |
| 2006 | Critics’ Choice Movie Awards | «Лучшая песня для кинофильма»              | Номинация | [ 17 ] |
| 2006 | Премия «Золотой глобус»      | «Лучшая оригинальная песня для кинофильма» | Победа    | [ 18 ] |
| 2006 | OFTA Awards                  | «Лучшая оригинальная песня для кинофильма» | Победа    | [ 19 ] |
| 2006 | World Soundtrack Awards      | «Лучшая оригинальная песня для кинофильма» | Номинация | [ 20 ] |

## Музыканты на записи
- Эммилу Харрис — вокал
- Гейб Уитчер — фиддл
- Боб Бернстайн — педал-стил
- Густаво Сантаолалья — гитара
- Анибаль Керпель — бас и B3